# Oberea nyassana
Oberea nyassana là một loài bọ cánh cứng trong họ Cerambycidae.